# Лица (фильм, 1968)
«Лица» (англ. Faces) — кинофильм режиссёра Джона Кассаветиса, вышедший на экраны в 1968 году.

## Сюжет
Ричард Форст — вполне состоятельный немолодой мужчина и успешный бизнесмен, однако его 14-летний брак с Марией находится в глубоком кризисе. Однажды вечером он оставляет жену, чтобы провести ночь с Дженни. Тем временем Мария отправляется с подругами в ночной клуб, где встречает молодого человека по имени Чет.

## В ролях
- Джон Марли — Ричард Форст
- Джина Роулендс — Дженни Рэпп
- Линн Карлин — Мария Форст
- Сеймур Кэссел — Чет
- Фред Дрейпер — Фредди
- Вэл Эвери — Джим Маккарти
- Дороти Гулливер — Флоренс
- Джоанна Мур Джордан — Луиза
- Дарлин Конли — Билли Мэй
- Джин Дарфлер — Джо Джексон
- Элизабет Диринг — Стелла

## Создание и стилистика
Фильм «Лица» выдержан в натуралистичной квази-документальной стилистике, часто называемой cinéma vérité. Режиссёр Джон Кассаветис снимал ленту на собственные средства, полученные от участия в голливудских картинах «Грязная дюжина» и «Ребенок Розмари». Работа над «Лицами» продолжалась около четырёх лет, фильм был снят на ручную 16-мм камеру дома у Кассаветиса и других членов съемочной группы. Для картины характерны импровизационная актерская игра и большое количество крупных планов, которые позволяют уловить подлинные чувства персонажей, скрывающиеся за многочисленными шутками и песнями. Первая смонтированная версия была длиной 6 часов, затем лента была сокращена до приемлемого для проката размера и переведена в стандартный 35-мм формат. Несмотря на необычную стилистику этого низкобюджетного фильма, он оказался успешным и был положительно принят критиками.

## Награды и номинации
- 1968 — две награды Венецианского кинофестиваля: приз Pasinetti за лучший фильм (Джон Кассаветис), Кубок Вольпи за лучшую мужскую роль (Джон Марли).
- 1969 — три номинации на премию «Оскар»: лучший оригинальный сценарий (Джон Кассаветис), лучший актер второго плана (Сеймур Кэссел), лучшая актриса второго плана (Линн Карлин).
- 1969 — номинация на премию Гильдии сценаристов США за лучший оригинальный американский сценарий (Джон Кассаветис).
- 2011 — фильм помещен в Национальный реестр фильмов.